# Massimo Pericolo
Massimo Pericolo nom de scène d’Alessandro Vanetti, né le 30 novembre 1993 à Gallarate, est un rappeur et chanteur italien.

## Biographie

### Enfance et jeunesse
Alessandro Vanetti est né à Gallarate, dans la province de Varèse, et passe son enfance et son adolescence à Catane, où il vit avec sa mère, avant de retourner dans la région de Varèse et de s'installer à Brebbia à l'âge de dix-sept ans. À l'âge de dix ans, il a fait ses premiers pas dans le monde du hip-hop, s'inspirant du film 8 Mile d'Eminem. Pendant son adolescence, il collabore avec quelques amis pour créer une démo de sept morceaux, qui n'a jamais été publiée. 
En 2014, à l'âge de vingt-et-un ans, il a été incarcéré à la suite de l'opération antidrogue Scialla Semper. Cette période passée en prison pousse l'artiste à exprimer sa colère et sa sensibilité à travers l'écriture musicale, moment où il a décidé d'adopter le pseudonyme de Massimo Pericolo. Après sa libération en 2016, il a publié le clip vidéo de la chanson Baklava et, la même année, il a participé à divers événements locaux grâce au soutien de son manager Xqz.

### Carrière

#### Album:Scialla semper(2019)
Massimo Pericolo gagne en notoriété grâce aux clips vidéos des morceaux 7 miliardi et Sabbie d'oro, qui, en quelques semaines, dépassent chacune le million de vues sur YouTube. En 2019, il sort son premier album, Scialla Semper, réédité la même année avec des remixes et des morceaux supplémentaires sous le titre Emodrill Repack. Certifié double disque de platine par la FIMI pour avoir dépassé les 100 000 exemplaires vendus, l'album est bien accueilli par la critique : Carmelo Leone, de La Casa del Rap, lui attribue une note de 8,3 sur 10, le qualifiant de « premier album excellent qui n’a pas déçu les attentes ». Tommaso Benelli, d’Ondarock, souligne que la plume de Massimo Pericolo « est déjà l'une des meilleures apparues dans le hip-hop depuis un certain temps », mettant en avant sa capacité à « canaliser, dans un seul vers ou une barre iconique, une tempête de sentiments que d’autres rappeurs exprimeraient à travers de longs flots de mots », ajoutant que l’album « ... une histoire qui mérite d’être écoutée ».
Après avoir collaboré avec Ketama126 sur Scacciacani, single phare de l'album Kety, le 22 octobre 2019, Massimo Pericolo sort Criminali, un morceau réalisé avec les rappeurs Speranza et Barracano. Produit par Crookers et Nic Sarno, ce titre marque leur première collaboration et précède une tournée commune de sept dates entre novembre et décembre, avec des concerts à Bologne, Florence, Senigallia, Milan, Modugno, Venaria Reale et Padoue.

#### Album: Solo tutto (2020-2022)
En 2020, Massimo Pericolo collabore avec Mahmood sur le single Moonlight Popolare, qui atteint la troisième place du classement Top Singoli,. En juillet, il sort le single solo Beretta, produit par Crookers et accompagné d'un clip publié sur sa chaîne YouTube. Cette année est également marquée par plusieurs collaborations avec des artistes comme Tedua, Achille Lauro et Tony Effe. Il participe également à l’album collaboratif 17 de Jake La Furia et Emis Killa, ainsi qu’au mixtape Bloody Vinyl 3 de Slait, Low Kidd, Thasup et Young Miles.
Le 19 février 2021, il publie le single Bugie, qui annonce la sortie de son deuxième album Solo tutto, paru le 26 mars. Cet album, composé de quinze morceaux et comprenant des collaborations avec Salmo, Madame, Venerus et J Lord, débute à la première place du classement des albums FIMI et est certifié disque de platine par la suite,.
En 2021, il publie également un livre intitulé Il signore del bosco, suivi en 2022 par le single du même nom, réalisé en collaboration avec le musicien Dardust. Le 22 juillet 2022, il collabore avec Guè sur le single Sarabamba, prélude à une autre collaboration entre les deux artistes : Need U 2nite, incluse dans l’album Madreperla de Guè, sorti en janvier 2023.
En mai 2023, Massimo Pericolo annonce l'arrivée imminente d'un nouveau projet avec la publication sur YouTube du freestyle Paparazzi. Il révèle également son premier concert au Mediolanum Forum d'Assago, prévu le 13 janvier 2024, qui affiche complet. Fin septembre 2023, il confirme que son troisième album, intitulé Le cose cambiano et ayant nécessité une année de travail, sortira le 1er décembre suivant,. Le 29 novembre, la dernière piste de l'album, Non parlarmi (outro), est mise en ligne, tandis que le titre Le cose cambiano (lcc) est envoyé aux radios italiennes en même temps que la sortie de l'album.
L'album débute directement à la première place du classement FIMI des albums, tout comme le morceau Moneylove, en collaboration avec Emis Killa, qui devient la première chanson de Massimo Pericolo à atteindre la tête du classement Top Singoli. Ces deux projets obtiennent la certification de disque de platine. Entre janvier et mars 2024, les morceaux Straniero avec Tedua et Come aria sortent comme singles radiophoniques.
Au printemps 2024, Massimo Pericolo part en tournée à travers l’Italie, avant de participer à plusieurs festivals estivaux, notamment au Rock in Roma, où son concert est rebaptisé Le cose cambiano Special Day. Une édition deluxe de l’album, comprenant quatre titres inédits, est prévue pour le 29 novembre 2024, marquant un an depuis la sortie de la version originale.

## Discographie

### Album studios
- 2019 : Scialla semper
- 2021 : Solo tutto
- 2023 : Le cose cambiano

### Apparitions
2019
- Fabri Fibra - Star Wars
- Marracash -  Appartengo - Il sangue

2020
- Generic Animal - Scherzo
- Silent Bob avec Sick Budd, Massimo Pericolo & Crookers - Autostrada del sole
- Tedua - La Story infinita
- Achille Lauro - 202Summer's Imagine
- Tony Effe - MP5
- Slait & Young Miles avec Lazza, Madame & Massimo Pericolo - Weekend
- Speranza - Takeo Ischi

2021
- TY1 - Adesso
- Don Joe avec Massimo Pericolo & Nerissima Serpe - Piccolo principe
- Emis Killa - Nel male e nel bene
- Touché - Guadagni
- MadMan - Solo per me
- Coez avec Salmo & Massimo Pericolo - Crack

2022
- Niko Pandetta avec Massimo Pericolo & Ketama126 – Uem
- Bresh - Se rinasco
- J Lord - Pelle d'oca
- Sick Luke avec Lil Kvneki, Gemitaiz, Giorgio Poi & Massimo Pericolo - Occhi coltello
- TY1 avec Coez & Massimo Pericolo - Stanotte

2023
- Guè - Need U 2nite
- Sacky - Nella via
- Rafilú - Per sempre
- Noyz Narcos - TrapHouse
- Emis Killa - Bel finale (The Butterfly Effect) - Remix
- Gemitaiz - Il salto

2024
- Jack the Smoker - Quadrato
- Kid Yugi - 6Sei6